# USF Juniors
USF Juniors, también conocido como USF Juniors presented by Cooper Tires por motivos de patrocinio, es una serie de automovilismo estadounidense que se corre con monoplazas U.S. F2000 (a partir de 2023). La serie se inauguró en 2022 como un nuevo primer peldaño del programa Road to Indy, por debajo del Campeonato U.S. F2000. La serie es propiedad de Andersen Promotions y está sancionada por la USAC.

## Historia
USF Juniors se anunció formalmente en septiembre de 2021. El fundador de la serie, Dan Andersen, citó la necesidad de dar un paso más en la escalera Road to Indy después del karting debido a la naturaleza cada vez más competitiva de la primera carrera anterior, el Campeonato Nacional U.S. F2000 como factor principal para formar la serie. Además, estableció el deseo de proporcionar «una verdadera serie de nivel de entrada que se administre profesionalmente donde los pilotos, equipos y padres puedan concentrarse en el entrenamiento y las carreras a través de eventos más cortos y económicos, al mismo tiempo que se reduce la atención sobre los pilotos jóvenes que a menudo ocurre en los fines de semana de carrera de IndyCar». La serie también se hizo como un competidor directo del Campeonato de Estados Unidos de Fórmula 4. Para permitir que los campeones de la serie progresen en sus carreras, los ganadores recibirán una beca valorada en $200 000.
Para la temporada inaugural de la serie, se planeó un programa de seis carreras con todos los autódromos. USAC, que ya se encargó de los campeonatos U.S. F2000 y USF Pro 2000 en Road to Indy, fue nombrado organismo sancionador de la serie. El expiloto Gustavo Yacamán fue contratado como mánager de la serie, mientras que otros dos expilotos, Joel Miller y Johnny Unser, fueron contratados como comisarios de carrera.

## Monoplaza
Para la temporada inaugural de la serie, los competidores utilizaron un chasis Ligier JS F4 con un motor de 2.0 litros y 160 hp fabricado por Honda Performance Development (HPD). Al igual que con todas las demás series en el programa Road to Indy, The Goodyear Tire and Rubber Company, a través de su marca Cooper, es el proveedor de neumáticos para la serie. 
Para la temporada 2023, USF Juniors planea comenzar a usar el chasis Tatuus JR-23, que se puede actualizar para usar tanto en U.S. F2000 como en Indy Pro 2000 a medida que los pilotos y los equipos avanzan en la escalera Road to Indy. El nuevo monoplaza también utilizará el mismo motor MZR utilizado en Road to Indy.

## Circuitos
| Circuito                       | Años |
| ------------------------------ | ---- |
| Barber Motorsports Park        | 2022 |
| Circuito de las Américas       | 2022 |
| Mid-Ohio Sports Car Course     | 2022 |
| Ozarks International Raceway   | 2022 |
| Road America                   | 2022 |
| Virginia International Raceway | 2022 |

## Campeones
| Año  | Piloto           |
| ---- | ---------------- |
| 2022 | Mac Clark        |
| 2023 | Nicolas Giaffone |